# Луций Фурий Медуллин (военный трибун 381 года до н. э.)
Луций Фурий Медуллин (лат. Lucius Furius Medullinus; V—IV века до н. э.) — римский политический деятель из патрицианского рода Фуриев, военный трибун с консульской властью 381 и 370 годов до н. э., цензор 363 года до н. э.
Во время первого трибуната Луция Фурия ему выпало по жребию стать помощником Марка Фурия Камилла в войне с пренестинцами и вольсками, взявшими за год до того город Сатрик.
Согласно Ливию, Луций Фурий, «несдержанный по молодости и нраву», выказал своё недовольство тем, что Камилл не начинает сражение с противником; тогда Марк Фурий передал своему коллеге командование, тот начал бой, но вольски смогли обратить римлян в бегство. Только вмешательство Марка Фурия обеспечило Риму победу. Тем не менее, когда позже сенат предложил Камиллу выбрать себе помощника для войны с Тускулом, он выбрал именно Луция Фурия.
В 370 году до н. э. трибуны, среди которых был Луций Фурий, разбили жителей Велитр, осаждавших Тускул, и осадили их собственный город, но не смогли его взять до истечения своих полномочий.
В 363 году до н. э. Луций Фурий стал цензором совместно со своим коллегой по первому трибунату Марком Фабием Амбустом.